# アーサー・メルヴィル
アーサー・メルヴィル（Arthur Melville RWS ARSA、1855年4月10日 - 1904年8月28日）は、スコットランドの画家である。パリで学び、中東やスペイン、アルジェリアなどで描いたオリエンタリズムの作品で知られている。

## 略歴
現在のアンガスの村、 Loanhead-of-Guthrieに生まれ 、イースト・ロージアンのEast Lintonで育った。商店の店員になるが、エディンバラの夜間絵画教室に通った。1874年にダルキースで事務員になり、王立スコットランド・アカデミーの美術学校で風景画家のジョン・キャンベル・ノーブル(James Campbell Noble RSA: 1845-1913)に学んだ。
1878年にパリに移りアカデミー・ジュリアンで学び 、スコットランドの画家、ロバート・ウィアー・アラン(Robert Weir Allan: 1851–1942)とも知り合った。1879年の夏は多くの画家の集まったパリ近くのグレ＝シュル＝ロワンでも活動した 。
エディンバラに戻った後、1880年から1882年の間、中東を旅し、イスタンブール、カイロ、バグダッド、カラチを訪れて、多くの水彩画を描いた 。
グラスゴー派と呼ばれることになるスコットランドの画家たち、ウィリアム・ヨーク・マクレガー(1855-1923)やジェイムズ・ガスリー(1859-1930)、ジョセフ・クローホール(1861-1913)と活動し、彼らに影響を与えた。
1886年と1889年に再びパリに旅し、1890年にはスペインとアルジェリアを旅し、1894年にはヴェネツィアを旅した。その後しばらくロンドンで活動し、結婚してサリー州のWitleyに住んだ。結婚後も1899年にスペイン、1902年にイタリアを旅した。
1904年にスペインを旅して帰国後、腸チフスを発症し、49歳で亡くなった。

## 作品

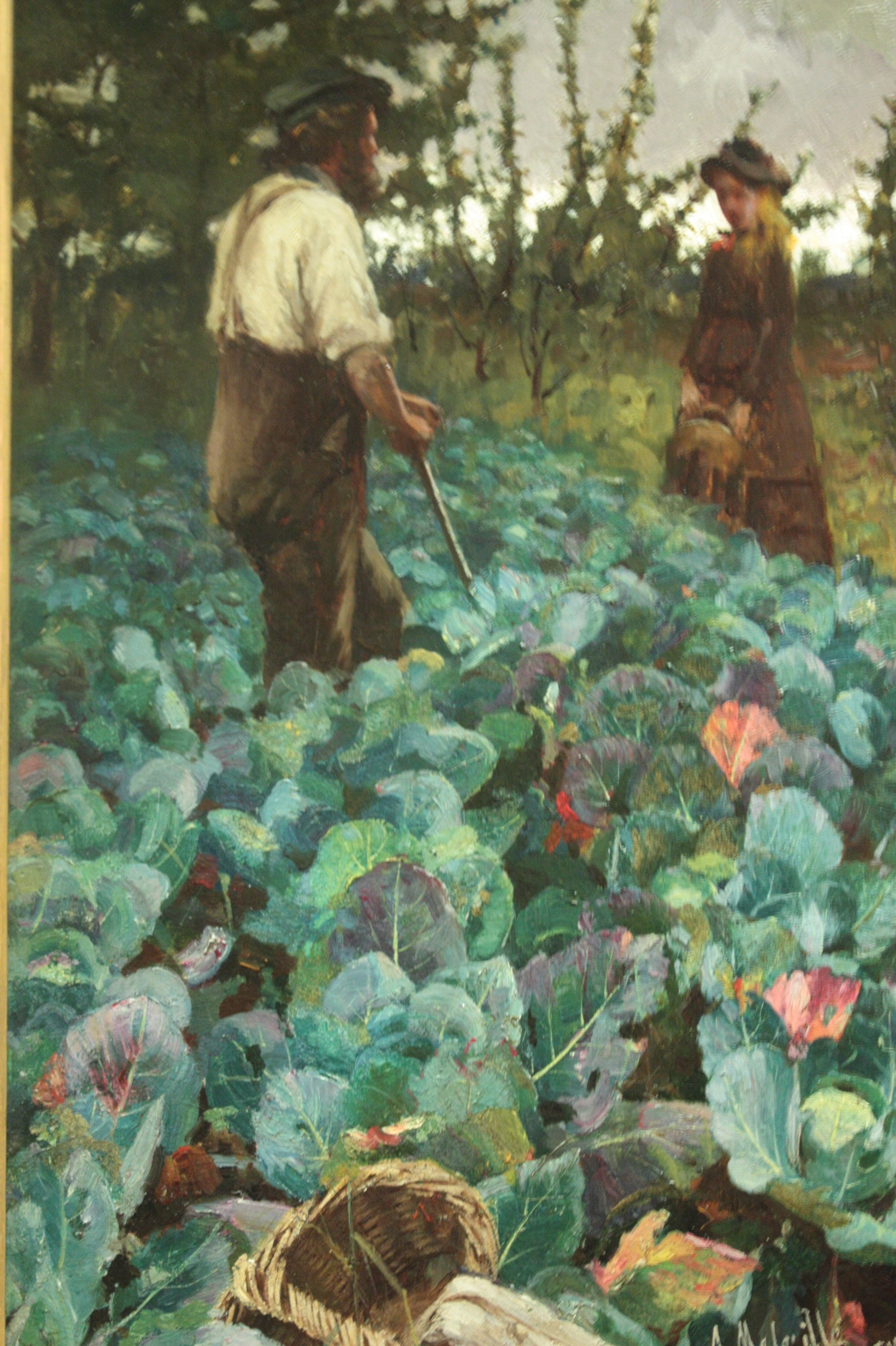
キャベツ畑 (1877) National Galleries Scotland
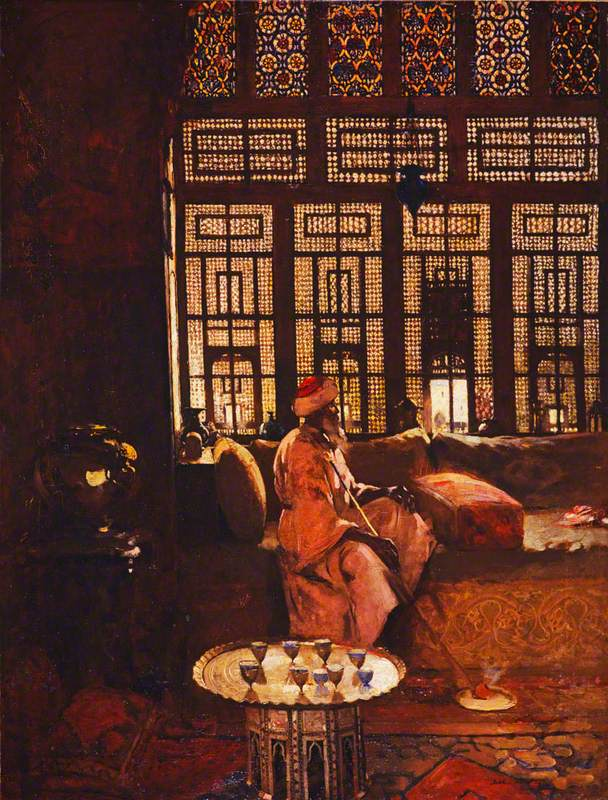
アラビアの家の室内 （油彩）(1881) National Galleries Scotland
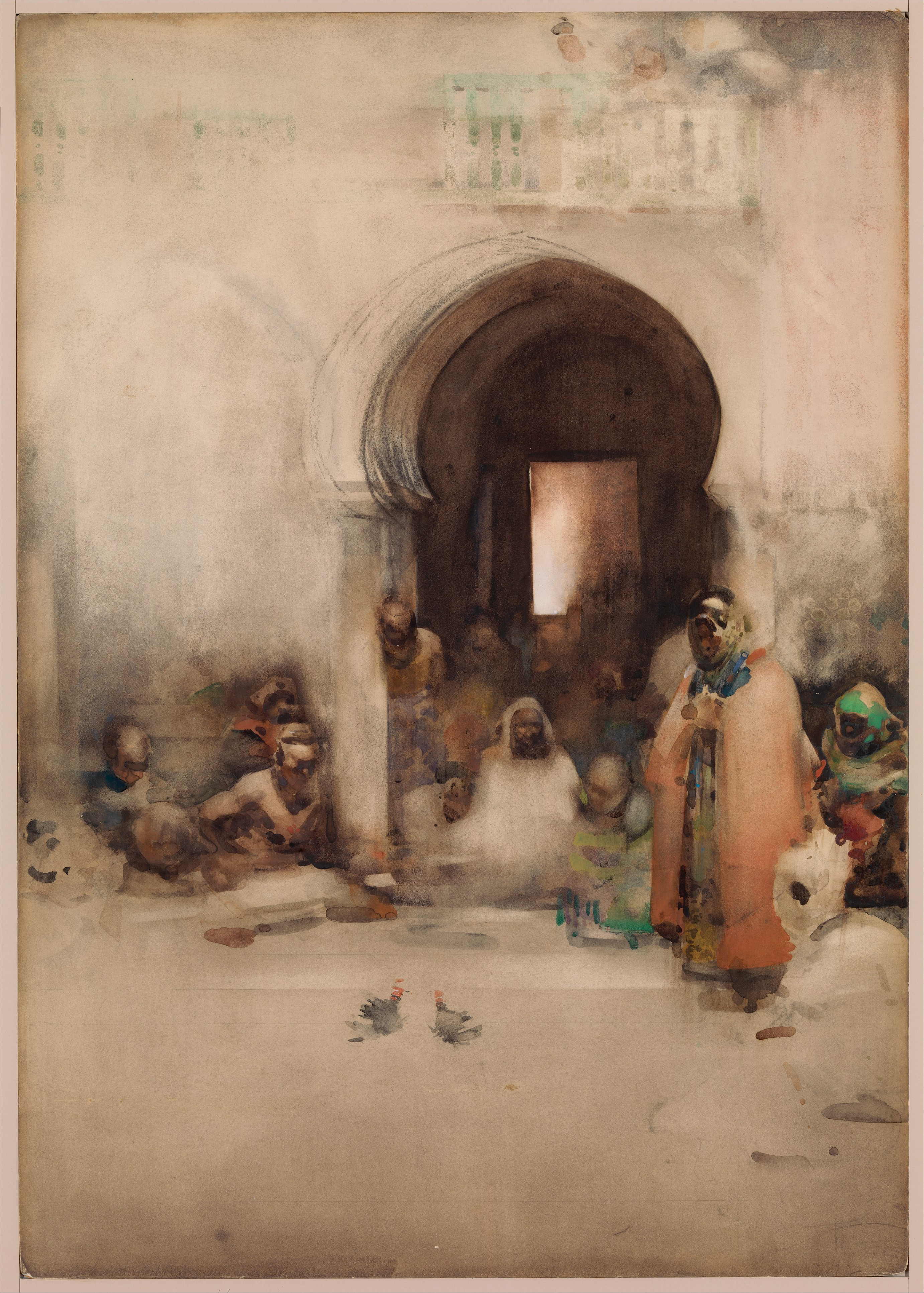
闘鶏　(1900) メトロポリタン美術館
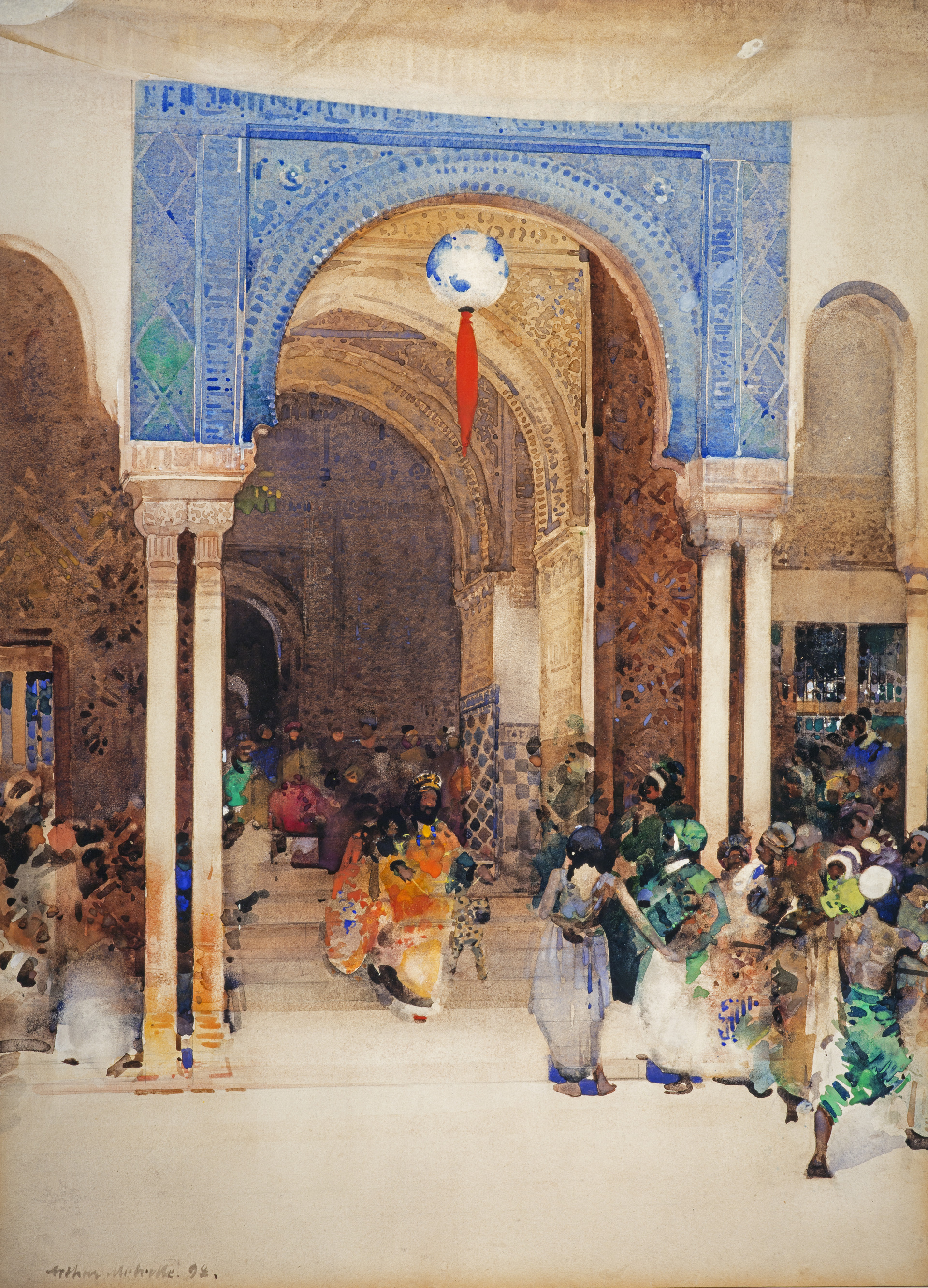
コフェチュア王と乞食

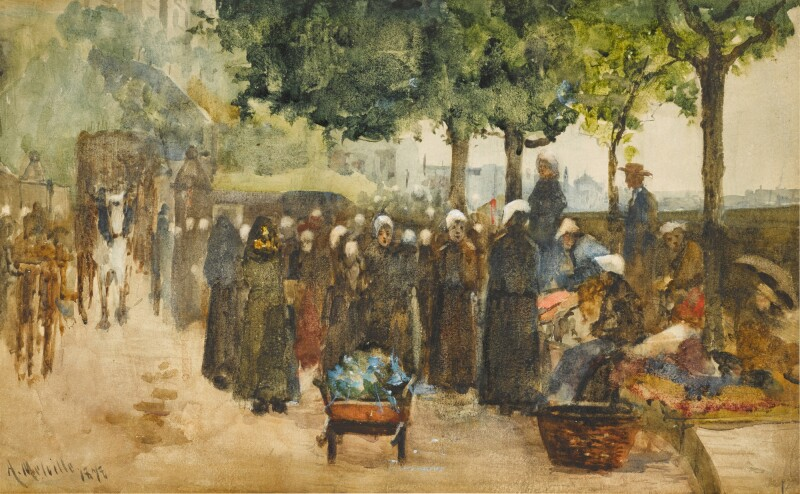
フランスの通り　(1878)
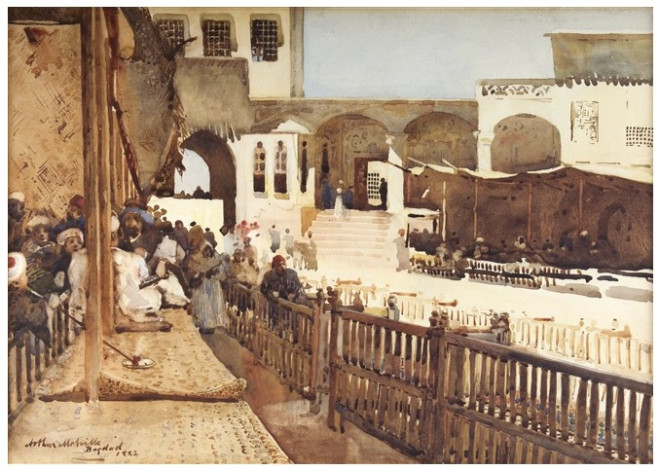
バグダッド (1882)
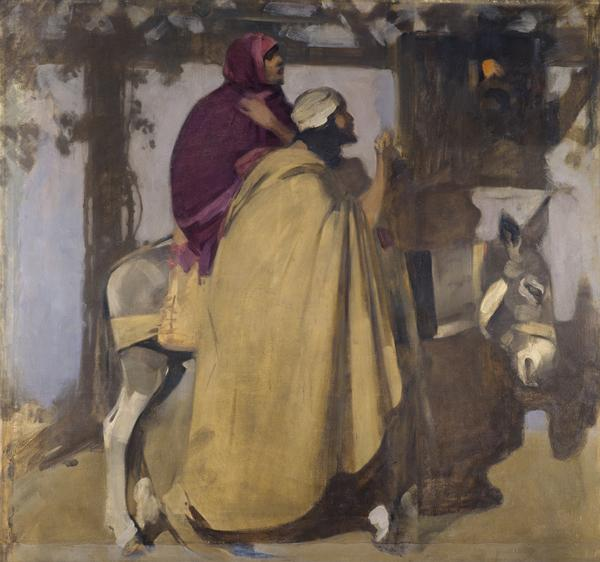
(油彩)hristmas Eve: 'And there was no room for them in the inn' National Galleries Scotland